# Иван Иванов (музикант)
Вижте пояснителната страница за други личности с името Иван Иванов.
Иван Иванов – Доктора е известен български музикант, професионалист-нотист.

## Биография
Роден е на 8 юни 1935 г. в Пазарджик.
Музикалната му дейност е свързана с Първомайската народна група и най-вече с популярната Садовска народна група, в които е акордеонист по време на следването си като студент по медицина в Медицинската академия в Пловдив. С тези състави се нарежда сред доайените на този жанр музика, които БНР и БНТ по онова време записват и излъчват многократно в ефир.
През 1975 г. основава в родния си град Пазарджишката народна група, с която неколкократно реализира и студийни записи в Радио Пловдив и БНТ. Дългогодишен ръководител на хорове и щатен корепетитор на Държавния ансамбъл за народни песни танци (ДАНПТ) в Пазарджик (негови композиции поставят също и ДАНПТ „Тракия“, ДАНПТ „Пирин“, Северняшки ансамбъл).
С Иван Иванов и неговите оркестри са работили съвместно популярни български изпълнители като: Надка Караджова, Недялка Керанова, Стайка Гьокова, Методи Динков, Румен Сираков, Георги Пендов, Атанас Стоев (орк. „Канари“), Борис Христев (орк. „Родопи“), Ибро Лолов, Васко Василев, Чинчери, Николай Славеев, Иванка Иванова – Петрек, и др.
Под негово ръководство израстват някои от най-талантливите певци и инструменталисти в Пазарджишка област и страната. Почива след кратко боледуване на 2 март 1993 г.